# Odontodes bolinoides
Odontodes bolinoides är en fjärilsart som beskrevs av Walker 1858. Odontodes bolinoides ingår i släktet Odontodes och familjen nattflyn. Inga underarter finns listade i Catalogue of Life.